# Lávra

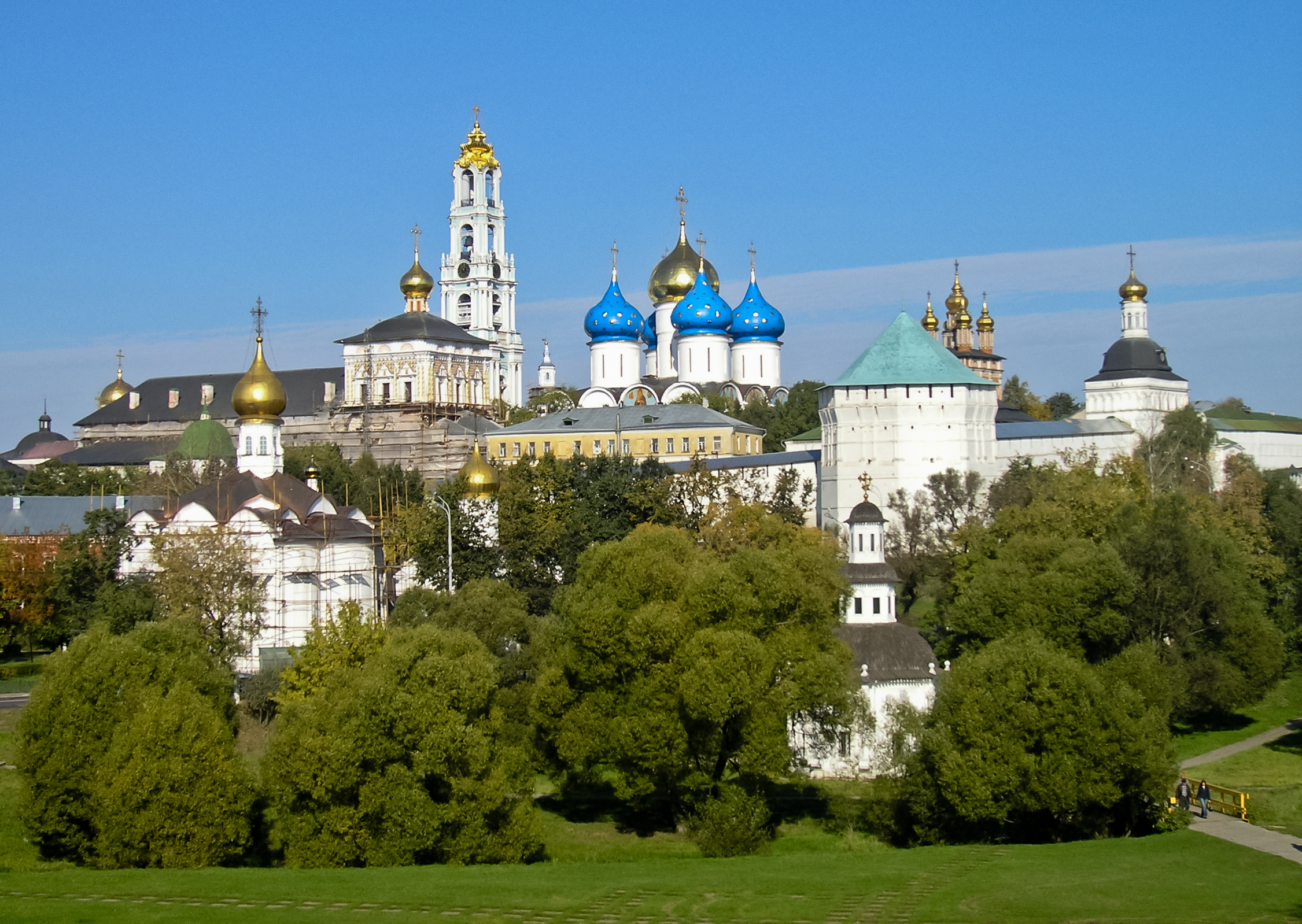
Trojicko-sergijevská lávra, nejvýznamnější monastýr v Rusku

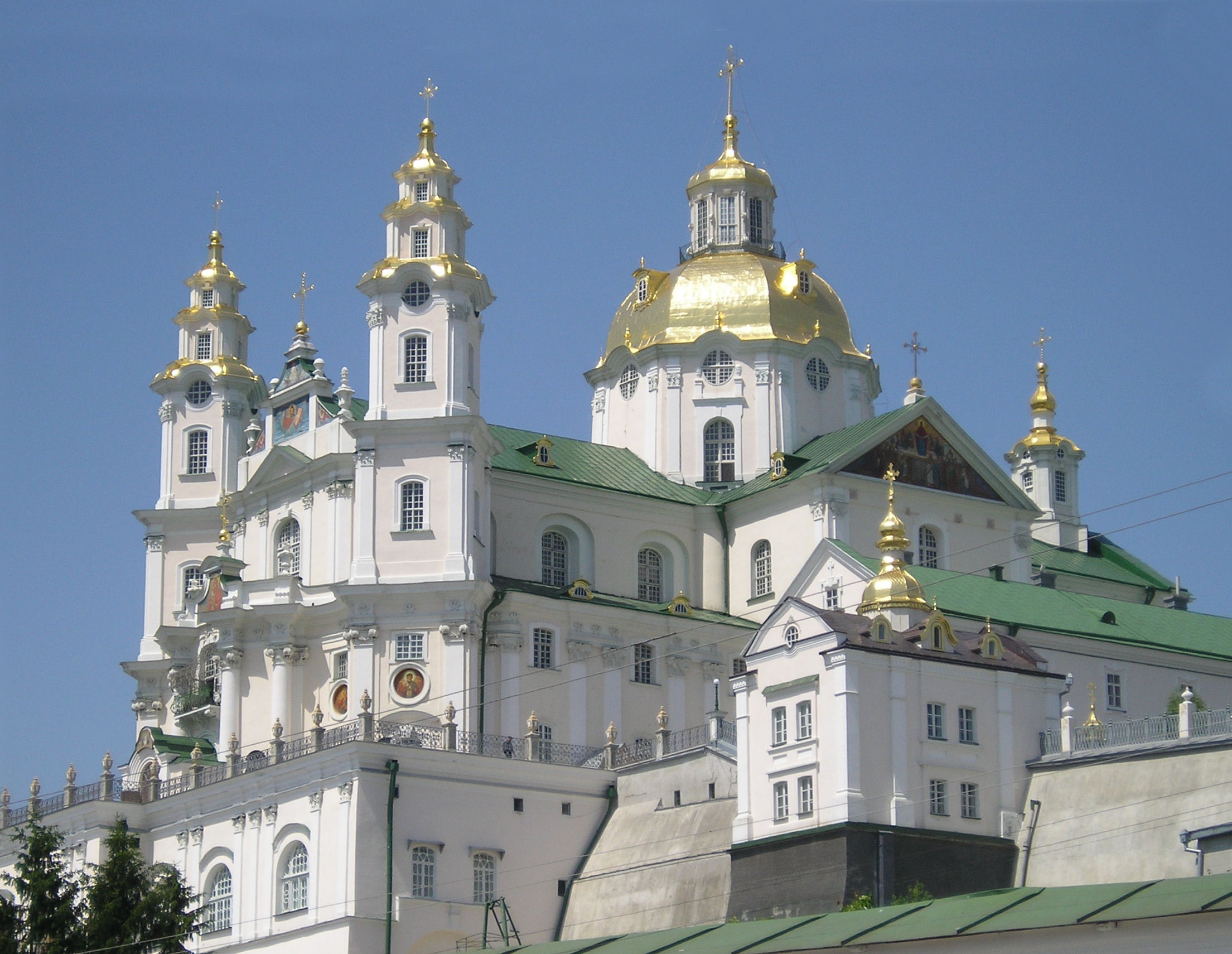
Počajivská lávra na Ukrajině

Lávra (řecky Λαύρα, cyrilicí Ла́вра) je termín používaný v řeckokatolické a pravoslavné církvi, označující velký a mimořádně významný monastýr (klášter), který zpravidla podléhá přímo patriarchovi a nikoliv místnímu biskupovi. Status lávry má ve světě jen několik monastýrů. Původně se tímto pojmem označovalo větší seskupení kélií (mnišských cel) či jeskyní s centrálním chrámem a společnou trapézou (jídelnou).

## Seznam
- Gruzínská pravoslavná církev
  - David Garedža (od r. 1505)
- Řecká pravoslavná církev
  - Mar Saba (532)
  - Megisti Lavra na hoře Athos (10. století)
  - Agia Lavra
- Polská pravoslavná církev
  - Supraśl (od r. 1505)
- Ruská pravoslavná církev
  - Trojicko-sergijevská lávra (od r. 1744)
  - Alexandro-Něvská lávra (od r. 1797)
- Ukrajinská řeckokatolická církev
  - Svatouspenská Univská lávra (od r. 1898)
- Ukrajinská pravoslavná církev
  - Kyjevskopečerská lávra (od r. 1051)
  - Počajivská lávra (od r. 1833)
  - Svjatohirská lávra (od r. 2004)